# Rakuten Japan Open Tennis Championships 2018
Rakuten Japan Open Tennis Championships 2018 (japonsky: 2018 年楽天ジャパン・オープン・テニス選手権 [Rakuten džapan ópun tenisu senšuken]) byl tenisový turnaj pořádaný jako součást mužského okruhu ATP World Tour, který se odehrával na krytých dvorcích s tvrdým povrchem Greenset v komplexu Musashino Forest Sports Plaza. Dějiště bylo změněno v důsledku probíhající renovace areálu Ariake Coliseum pro Letní olympijské hry 2020. Událost se konala mezi 1. až 7. říjnem 2018 v japonské metropoli Tokiu jako čtyřicátý šestý ročník turnaje.
Turnaj s rozpočtem 1 928 580 dolarů patřil do kategorie ATP World Tour 500. Nejvýše nasazeným hráčem ve dvouhře se stal pátý tenista světa Marin Čilić z Chorvatska, jehož v úvodním kole vyřadil Němec Jan-Lennard Struff.
Třetí singlový titul na okruhu ATP Tour vybojoval 22letý ruský kvalifikant Daniil Medveděv, jenž se posunul na nové kariérní maximum, 22. místo. Poprvé se tak stal ruskou jedničkou. Premiérovou společnou trofej ve čtyřhře ATP získala japonsko-německá dvojice Ben McLachlan a Jan-Lennard Struff.

## Distribuce bodů a finančních odměn

### Distribuce bodů
| Soutěž  | vítězové | finalisté | semifinalisté | čtvrtfinalisté | 16 v kole | 32 v kole | Q  | Q2 | Q1 |
| ------- | -------- | --------- | ------------- | -------------- | --------- | --------- | -- | -- | -- |
| dvouhra | 500      | 300       | 180           | 90             | 45        | 0         | 20 | 10 | 0  |
| čtyřhra | 500      | 300       | 180           | 90             | 0         | —         | —  | —  | —  |

### Finanční odměny
| Soutěž                   | vítězové | finalisté | semifinalisté | čtvrtfinalisté | 16 v kole | 32 v kole | Q2     | Q1     |
| ------------------------ | -------- | --------- | ------------- | -------------- | --------- | --------- | ------ | ------ |
| dvouhra                  | $384 120 | $188 315  | $94 755       | $48 195        | $25 025   | $13 200   | $2 920 | $1 490 |
| čtyřhra                  | $115 650 | $65 620   | $28 400       | $14 580        | $7 540    | —         | —      | —      |
| částky ve čtyřhře na pár |          |           |               |                |           |           |        |        |

## Dvouhra

### Nasazení hráčů
| Země                         | Hráč               | ATP | Nasazení |
| ---------------------------- | ------------------ | --- | -------- |
| Chorvatsko                   | Marin Čilić        | 5.  | 1.       |
| Jižní Afrika                 | Kevin Anderson     | 9.  | 2.       |
| Japonsko                     | Kei Nišikori       | 12. | 3.       |
| Argentina                    | Diego Schwartzman  | 14. | 4.       |
| Řecko                        | Stefanos Tsitsipas | 15. | 5.       |
| Kanada                       | Milos Raonic       | 20. | 6.       |
| Jižní Korea                  | Čong Hjon          | 23. | 7.       |
| Francie                      | Richard Gasquet    | 25. | 8.       |
| Žebříček ATP k 24. září 2018 |                    |     |          |

### Jiné formy účasti na turnaji
Následující hráči obdrželi divokou kartu do hlavní soutěže:
- Taró Daniel
- Jošihito Nišioka
- Júiči Sugita

Následující hráč obdržel do hlavní soutěže zvláštní výjimku:
- Taylor Fritz

Následující hráči postoupili z kvalifikace:
- Martin Kližan
- Denis Kudla
- Daniil Medveděv
- Josuke Watanuki

### Odhlášení
před zahájením turnaje
- David Goffin → nahradil jej  Matthew Ebden
- Lucas Pouille → nahradil jej  Jan-Lennard Struff

## Čtyřhra

### Nasazení párů
| Země                                                                                  | Hráč           | Země        | Hráč               | ATP | Nasazení |
| ------------------------------------------------------------------------------------- | -------------- | ----------- | ------------------ | --- | -------- |
| Finsko                                                                                | Henri Kontinen | Austrálie   | John Peers         | 15. | 1.       |
| Spojené království                                                                    | Jamie Murray   | Brazílie    | Bruno Soares       | 23. | 2.       |
| Jižní Afrika                                                                          | Raven Klaasen  | Nový Zéland | Michael Venus      | 34. | 3.       |
| Japonsko                                                                              | Ben McLachlan  | Německo     | Jan-Lennard Struff | 50. | 4.       |
| Žebříček ATP k 24. září 2018; číslo je součtem žebříčkového postavení obou členů páru |                |             |                    |     |          |

### Jiné formy účasti
Následující páry obdržely divokou kartu do hlavní soutěže:
- Jošihito Nišioka /  Kaito Uesugi
- Joe Salisbury /  Jasutaka Učijama

Následující pár postoupil do hlavní soutěže z kvalifikace:
- Fabrice Martin /  Gilles Simon

## Přehled finále

### Mužská dvouhra
- Daniil Medveděv vs.  Kei Nišikori 6–2, 6–4

### Mužská čtyřhra
- Ben McLachlan /  Jan-Lennard Struff vs.  Raven Klaasen /  Michael Venus 6–4, 7–5